# My Little Pony: A New Generation
My Little Pony: A New Generation (bra: My Little Pony: Nova Geração; prt: My Little Pony: Uma Nova Geração) é um filme musical de fantasia animado em 3D de 2021 dirigido por Robert Cullen e José Luis Ucha e com produção de Cecil Kramer e Peter Lewis. Baseado na linha de brinquedos da Hasbro, o filme foi o início da quinta encarnação da franquia e serve, também, como uma continuação direta da quarta geração. O filme foi produzido pela eOne e animado pelo estúdio de animação, Boulder Media.
Originalmente previsto para ser lançado nos cinemas em 24 de setembro de 2021, pela Paramount Pictures, o filme foi lançado na Netflix devido à pandemia de COVID-19.
O elenco principal de voz é estrelado por Vanessa Hudgens como Sunny Starscout, James Marsden como Hitch Trailblazer, Kimiko Glenn como Izzy Moonbow, Sofia Carson como Pipp Petals e Liza Koshy como Zipp Storm.

## Sinopse
Muitos anos após os eventos de My Little Pony: A Amizade É Mágica, uma jovem pônei terrestre chamada Sunny Starscout ainda vê esperança em uma Equestria onde os ensinamentos, sobre amizade e harmonia estabelecidos por Twilight Sparkle, foram substituídos por paranoia e desconfiança o que, consequentemente, fez com que as três espécies de pôneis vivessem segregadas umas das outras. No entanto, quando Sunny conhece uma unicórnio chamada Izzy Moonbow que se encontrava perdida, as duas embarcam numa aventura com números musicais, um roubo de joias, teorias da conspiração e com um lulu-da-pomerânia voador mais fofo do mundo.

## Elenco
| Personagem         | Interpretado(a) por | Dublado(a) por    | Dobrado(a) por   |
| ------------------ | ------------------- | ----------------- | ---------------- |
| Sunny Starscout    | Vanessa Hudgens     | Victoria Kuhl     | Sissi Martins    |
| Hitch Trailblazer  | James Marsden       | Raphael Rossatto  |                  |
| Izzy Moonbow       | Kimiko Glenn        | Lina Mendes       | Marta Mota       |
| Pipp Petals        | Sofia Carson        | Marisol Marcondes | Joana Castro     |
| Zipp Storm         | Liza Koshy          | Jéssica Cardia    | Ana Rita Tristão |
| Sprout             | Ken Jeong           |                   |                  |
| Phyllis Cloverleaf | Elizabeth Perkins   |                   |                  |
| Rainha Haven       | Jane Krakowski      |                   |                  |
| Alphabittle        | Phil LaMarr         | Ênio Vivona       | Peter Michael    |
| Argyle             | Michael McKean      | Vagner Santos     |                  |

## Produção

### Desenvolvimento
Em fevereiro de 2019, foi anunciado que a Hasbro estava a desenvolver um filme em 3D baseado em My Little Pony. Posteriormente, teria sido dito que o filme inauguraria uma nova fase da franquia, o que confirmou-se em 17 de setembro de 2020; Lauren Faust, a criadora de My Little Pony: A Amizade É Mágica, deu a primeira dica de que a Hasbro estava trabalhando na quinta encarnação em 2018, quando negou qualquer envolvimento nela, enquanto Tara Strong, a voz original da personagem Twilight Sparkle, disse em abril de 2020 que não iria reprisar seu papel (por causa de My Little Pony: Pony Life). Em 8 de outubro de 2020, foi relatado que a quinta encarnação, incluindo o filme, será focado em um novo conjunto de personagens, embora haja a possibilidade de que personagens da encarnação anterior apareçam.
Em 29 de janeiro de 2021, Emily Thompson, vice-presidente de gerenciamento de marca global da eOne, revelou que o filme pertence ao mesmo mundo que a quarta encarnação da franquia, se passando anos depois. Thompson explicou que essa decisão foi tomada porque os produtores sentiram que seria errado não explorar mais a tradição e a construção de mundo que a quarta encarnação estabeleceu.
Em 12 de fevereiro de 2021, foi relatado que Robert Cullen, o fundador da Boulder Media, e José Luis Ucha seriam os diretores, com Mark Fattibene atuando como codiretor do filme. Cecil Kramer e Peter Lewis também foram anunciados como produtores do filme.
Em 30 de junho de 2021 foi anunciado o elenco de voz do filme e a data oficial de estreia na Netflix.

### Animação
Os serviços de animação do filme foram fornecidos pelo estúdio irlandês Boulder Media. Ao contrário de séries, especiais, e filmes anteriores da franquia, o filme foi inteiramente feito em 3D. 48 animadores trabalharam no filme remotamente devido à pandemia de COVID-19. De acordo com Graham Gallagher, o supervisor de animação, as pessoas na produção foram inspiradas por várias séries anteriores para o design antropomórfico dos pôneis.

### Música
Os compositores Alan Schmuckler e Michael Mahler compuseram canções para o filme. O diretor Robert Cullen disse que os produtores queriam que as trilhas sonoras "tivessem uma gama eclética de gêneros nas canções", a fim de torná-las "as mais imprevisíveís possível", na esperança de desafiar as expectativas do público em relação à trilha sonora. Em 2 de setembro de 2021, a música "Glowin 'Up", interpretada por Sofia Carson e escrita por Jenna Andrews, Bryan Fryzel e Taylor Upsahl, foi lançada como single. A música "It's Alright", de Johnny Orlando, foi lançada em 17 de setembro de 2021. Heitor Pereira fez a trilha sonora original do filme.
A trilha sonora do filme foi lançada junto com o filme em 24 de setembro de 2021.
| N.º            | Título                    | Intérpretado (s)            | Duração |  |
| 1.             | "Glowin' Up"              | Sofia Carson                | 3:11    |  |
| 2.             | "Gonna Be My Day"         | Vanessa Hudgens             | 2:38    |  |
| 3.             | "I'm Looking Out For You" | Hudgens Kimiko Glenn        | 2:04    |  |
| 4.             | "Danger, Danger"          | Alan Schmuckler             | 2:11    |  |
| 5.             | "Fit Right In"            | Hudgens Glenn James Marsden | 2:50    |  |
| 6.             | "Together"                | Callie Twisselman           | 3:15    |  |
| 7.             | "It's Alright"            | Johnny Orlando              | 3:13    |  |
| Duração total: | Duração total:            | Duração total:              | 19:25   |  |

## Lançamento
My Little Pony: A New Generation foi lançado em 24 de setembro de 2021 pela Netflix. O filme foi originalmente programado para ser lançado nos cinemas no mesmo dia pela Paramount Pictures. No entanto, a eOne vendeu os direitos de distribuição para a Netflix em fevereiro de 2021 em resposta à pandemia de COVID-19, mantendo-os na China. Em algumas regiões, o filme foi lançado nos cinemas, bem como no Netflix. Na Rússia, o filme foi distribuído pela Central Partnership e lançado nos cinemas um dia antes, em 23 de setembro, e primeiras sessões de estreia foram realizadas em vários locais em 18 de setembro. Em Hong Kong, o filme foi distribuído pelo Intercontinental Group e foi lançado nos cinemas em cantonês e inglês em 22 de setembro de 2021. Na Coreia do Sul, o filme foi distribuído pela BoXoo Entertainment e também foi lançado nos cinemas em 22 de setembro. Em Cingapura e Taiwan, o filme foi distribuído pela Encore Films e GaragePlay respectivamente, e foi lançado nos cinemas em 24 de setembro de 2021.

## Acompanhamentos
Após o cancelamento do lançamento do filme nos cinemas, a Hasbro e a Netflix anunciaram mais tarde que uma série de televisão por streaming animada por computador, bem como um especial de 44 minutos, também seriam lançados no serviço de streaming após o filme. Assim como o filme, ambos contarão com animação em 3D. A série será centrada nas aventuras de Sunny Starscout e seus amigos após os eventos retratados no filme. Conteúdo da web feito para o YouTube também será lançado em 2022 e 2023.